# Saint-Michel-de-Livet

Saint-Michel-de-Livet este o comună în departamentul Calvados, Franța. În 1 ianuarie 2018 avea o populație de 163 de locuitori.